# Tamarix laxa
Tamarix laxa är en tamariskväxtart som beskrevs av Carl Ludwig von Willdenow. Tamarix laxa ingår i släktet tamarisker, och familjen tamariskväxter. Utöver nominatformen finns också underarten T. l. polystachya.